# Love is… (комиксы)
Love is… — комикс, придуманный новозеландской художницей Ким Касали в конце 1960-х, позже продюсированный Стефано Касали. В России известен по вкладышам одноимённой жевательной резинки.
Начало Love Is… (в названии присутствует многоточие) дала серия любовных записок Ким Гроув, которые она рисовала своему будущему мужу Роберто Касали. Ким рисовала картинки с рыжеволосой девочкой и мальчиком-брюнетом на бумажных салфетках, подписывая сверху «Любовь это…», а снизу соответствующее рисунку продолжение фразы. Готовую салфетку она подкладывала мужу каждый день утром в его кабинет.
В 1975 году семейство Касали пригласило британского художника Билла Эспри продолжить работу над комиксом. Эспри рисует его с тех пор и по настоящее время.